# Multiton

UML-Diagramm eines Multitons

Das Multiton (englisch multiton) ist in der Informatik ein Erzeugungsmuster, das zur Erzeugung einer bestimmten Anzahl von Objekten verwendet wird. Die Gang of Four nennt es Fliegengewicht (englisch flyweight). Es ist wie eine Erweiterung des Singleton, wo nur ein einziges Objekt verwendet wird. Um auf das richtige Objekt zuzugreifen, wird ein eindeutiger Schlüssel verwendet. Die Objekte und deren Schlüssel werden meist als assoziatives Datenfeld in Form von Schlüssel und Werten umgesetzt, die über eine statische Methode auf Wunsch geliefert werden. So gibt es immer für jeden Schlüssel höchstens ein Objekt. Wird ein Schlüssel angegeben, für das das Objekt nicht existiert, wird das benötigte Objekt erzeugt und zur Verfügung gestellt. Dadurch ist ein Multiton eigentlich nichts anderes als eine Gruppe von Einzelstücken.

## Beispiel
Eine thread-sichere Implementierung eines Multitons in Java:
```
public
 
class
 
FooMultiton
 
{

    
private
 
static
 
final
 
Map
<
Object
,
 
FooMultiton
>
 
instances
 
=
 
new
 
HashMap
<
Object
,
 
FooMultiton
>
();

    
private
 
FooMultiton
()
 
/* also acceptable: protected, {default} */
 
{

        
// ...

    
}

    
public
 
static
 
FooMultiton
 
getInstance
(
Object
 
key
)
 
{

        
synchronized
 
(
instances
)
 
{

            
// Zu key gehörige Instanz aus Map holen

            
FooMultiton
 
instance
 
=
 
instances
.
get
(
key
);

            
if
 
(
instance
 
==
 
null
)
 
{

                
// Lazy Creation, falls keine Instanz gefunden

                
instance
 
=
 
new
 
FooMultiton
();

                
instances
.
put
(
key
,
 
instance
);

            
}

            
return
 
instance
;

        
}

    
}

    
// Weitere Felder und Methoden ...

}

```

Im Unterschied zu einer Hashtabelle liefert ein Multiton immer ein Objekt zurück; null wird also nie zurückgegeben. Klienten können auch keine neuen Schlüssel festlegen. Es lässt zentralisierten Zugriff auf ein einziges Verzeichnis zu. Es läuft aber im Unterschied zu anderen Lösungen der indizierten Speicherung (wie z. B. LDAP) auf einem einzigen System.

## Nachteile
Unittests eines Multitons sind wie bei dem Singleton schwierig, weil globale Variablen verwendet werden. Es kann auch zu Speicherlecks führen, wenn die Sprache Garbage Collection verwendet, da hierbei global starke Referenzen zu den Objekten gehalten werden.